# 1979年海關管理法令
《1979年海關管理法令》（英語：Customs and Excise Management Act 1979）是英國國會的一項法令，旨在綜合有關英國海關的成文法則。